# Kiss
 For alternative betydninger, se Kiss (flertydig). (Se også artikler, som begynder med Kiss)
Kiss var et amerikansk hård rock-/rock and roll-band dannet i New York i 1973 af Paul Stanley (vokal, rytmeguitar), Gene Simmons (vokal, basguitar), Ace Frehley (leadguitar, vokal) og Peter Criss (trommer og vokal). De var kendt for deres ansigtsmaling og kostumer på scenen. Gruppen oplevede stor succes fra midten af 1970'erne med deres liveoptrædener i shock rock-stil som indeholdt ildpustere, blodspyt, rygende guitarer, svævende trommesæt og pyroteknik. Bandet gennemgik en række ændringer i sammensætningen og Stanley og Simmons var de eneste medlemmer gennem hele bandets levetid. Gruppens medlemmer bestod ved opløsningen i 2023 af disse to samt Tommy Thayer (leadguitar, vokal), og Eric Singer (trommer og vokal).
Gruppen har i alt solgt mere end 19 millioner albummer alene i USA, og i alt har bandet solgt mere end 100 millioner albummer på verdensplan. De er let genkendelige med deres ansigtsmaling og kostumer, som for det meste består af sort, hvidt eller brunt. De er også meget kendt for deres liveoptrædener, som har inspireret f.eks. det tyske band Rammstein, som bl.a. også anvender ild.
Der har igennem tiden været forskellige bud på hvad navnet kunne betyde. Den danske oversættelse af navnet er "kys", men religiøse kredse i USA har påstået, at det står for Knights In Satan's Service (Riddere i Satans tjeneste). Til denne påstand har bassisten Gene Simmons sarkastisk udtalt, at det i virkeligheden står for Keep it simple Stupid (hold det enkelt, dumme).
Bandet blev hovedsageligt inspireret af The Beatles. De har selv inspireret flere andre store rockmusikere, blandt andet System of a Down, Rammstein, Slayer og KoЯn, der har skabt deres eget kapitel i musikkens historie.
Bandet har været på mange turnéer, herunder Sonic Boom Over Europe Tour i 2010 og deres afskedsturné kaldt The End Of The Road World Tour som startede i 2019 og ender i 2022.

## Diskografi
Benævnelserne "guld" og "platin" henviser til albummernes salgstal.

| - Kiss (18. februar 1974) – guld - Hotter Than Hell (22. oktober 1974) – guld - Dressed To Kill (19. marts 1975) – guld - Destroyer (15. marts 1976) – platin - Rock and Roll Over (11. november 1976) – platin - Love Gun (30. juni 1977) – platin - Gene Simmons (18. september 1978) – platin - Ace Frehley (18. september 1978) – platin - Peter Criss (18. september 1978) – platin - Paul Stanley (18. september 1978) – platin - Dynasty (23. marts 1979) – platin - Unmasked (20. maj 1980) – guld - Music from The Elder (10. november 1981) - Creatures of The Night (13. oktober 1982) – guld - Lick it Up (18. september 1983) – platin - Animalize (13. september 1984) – platin - Asylum (16. september 1985) – guld - Crazy Nights (18. september 1987) – platin - Hot in The Shade (17. oktober 1989) – guld - Revenge (14. maj 1992) – guld - Carnival of Souls: The Final Sessions (28. oktober 1997) - Psycho Circus (22. september 1998) – guld - Sonic Boom (6. oktober 2009) - Monster (9. oktober 2012) | - Alive! (10. september 1975) – guld - Alive II (29. november 1977) – platin - Alive III (18. maj 1993) – guld - KISS Unplugged (12. marts 1996) – guld - KISS Symphony: Alive IV (2003) - Alive 1975-2000 (21. november 2006) - Alive 35 (2008) - The Originals (21. juli 1976) - Double Platinum (2. april 1978) – platin - The Originals II (udkom kun i Japan) (1978) - The Best of Solo Albums (1979) - Killers (10. maj 1982) - Smashes, Trashes & Hits (16. november 1988) – dobbelt platin - You Wanted The Best, You Got The Best! (25. juni 1996) – guld - Greatest KISS (8. april 1997) - The Box Set (20. november 2001) – guld - The Very Best of KISS (27. august 2002) - The Best of KISS: The Millennium Collection (5. august 2003) - The Best of KISS, Volume 2: The Millennium Collection (15. juni 2004) - Gold (2005) - KISS Chronicles: 3 Classic Albums (21. juni 2005) - Gene, Peter, Paul, Ace (2006) |